# 纸坊东站
纸坊东站，位于中华人民共和国湖北省武汉市江夏区纸坊街道，是武咸城际铁路上的火车站，于2014年1月8日启用营运，由中国铁路武汉局集团管辖。

## 歷史
- 2014年1月8日通车启用[2]。

## 車站周邊
- 江夏区教育局
- 江夏区齐心小学
- 中铁物流集团江夏纸坊分公司

## 外部連結
- 中国铁路客户服务中心 （页面存档备份，存于）